# Kawasaki GPZ 750 Turbo
La Kawasaki GPZ750 Turbo è una motocicletta sportiva prodotta dalla casa motociclistica giapponese Kawasaki dalla fine del 1983 al 1985 in due versioni distinte che si differenziavano tra loro per particolari minori.

## Il contesto
La moto era prodotta in Giappone mentre per le versioni commercializzate in USA e Canada l'assemblaggio avveniva nella fabbrica Kawasaki in Nebraska con componenti originali Kawasaki. Questo per aggirare le tasse sull'importazione di motociclette con cilindrata superiore a 700 cm³ in vigore in quegli anni negli Stati Uniti.
Nonostante compaia la scritta GPz sulle coperture del motore, questa moto è siglata da Kawasaki come "750 Turbo" - il termine GPz non viene menzionato. È anche conosciuta come ZX750E1 o ZX650E2 a seconda del modello dell'anno 1984 o 1985. Lo sviluppo di questo modello iniziò nel 1981 come una moto turbocompressa da 650 cm³; cilindrata che poi aumentó a 750 cm³ nel novembre del 1981. Quando fu immessa sul mercato la potenza del motore dichiarata dalla casa era di 112 cavalli all'albero (84 kW). Aveva una maneggevolezza sportiva (rapportata al tempo) e una bella linea, specialmente se paragonata alle altre moto turbo di serie del periodo come la Suzuki XN85, le Honda CX500 e CX650 Turbo e la Yamaha Seca Turbo (in Europa conosciuta come XJ650 Turbo). Le prestazioni erano al pari con la GPZ 1100 cioè vicine agli 11.2 secondi e 201 km/h (125 mph) per percorrere il quarto di miglio. La velocità massima dichiarata era di 238 km/h (148 mph). 
Una recensione di una rivista di motociclismo la etichettò come la moto più veloce che avessero mai testato e la stessa Kawasaki la pubblicizzò come "la moto in produzione di serie più veloce del mondo". Jay "PeeWee" Glason riuscì a percorrere il quarto di miglio in 10.71 secondi (come compare nel filmato di lancio della 750 Turbo).
Nella progettazione della "750 Turbo" Kawasaki non aggiunse semplicemente l'iniezione elettronica e il turbocompressore al motore della GPz 750 aspirato. Alcune componenti erano esclusive della "turbo" come pistoni a bassa compressione (7,8:1), componenti interni al cambio più resistenti, una coppa dell'olio modificata con una pompa olio supplementare, l'indicatore del "boost" sul cruscotto, uno spoiler di alluminio nella carena inferiore e la sospensione posteriore Unitrack differente (che garantiva una tenuta superiore). Il sistema di scarico (ad eccezione delle marmitte) era rinforzato con differenti materiali per resistere alle temperature più alte e anche la geometria del telaio differiva rispetto alla versione aspirata (inclinazione del cannotto di sterzo di 28 gradi anziché 26 gradi). Il resto dei componenti provenivano dalla GPZ750 aspirata e dalla GPZ 1100 (da quest'ultima la forcella anteriore, i freni e alcune parti dell'iniezione elettronica), mentre dalla KZ750 l'intera testata motore. La 750 Turbo usava un turbocompressore Hitachi HT-10B, posizionato immediatamente dopo i collettori di scarico del motore e l'iniezione elettronica.
Era inoltre l'unica moto Turbo di serie a prevedere una mappatura segreta della centralina, prevista in fabbrica da Kawasaki, chiamata "Race Mode" che consentiva di aumentare la potenza complessiva di 12/14cv. La modalità Race Mode si abilitava scollegando il cavo marrone dalla centralina. Questa operazione provocava l'accensione della spia "WARNING" sul cruscotto seguita da lampeggi cadenzati (codice 33, 3lampeggi lunghi e 3 lampeggi corti) ma nessuna spia di anomalia si illuminava nel pannello sul serbatoio.